# Johannes Ewald

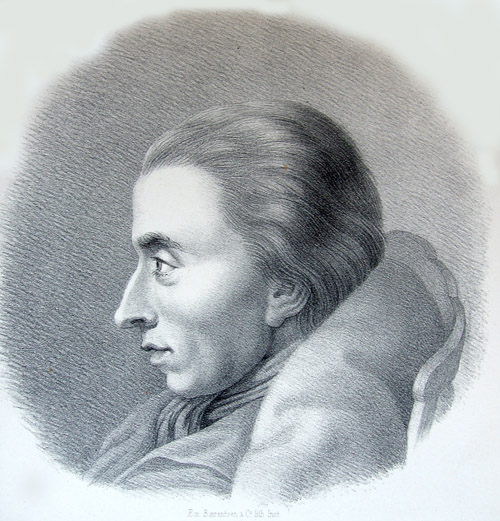
Johannes Ewald, 1768.

Johannes Ewald, född 18 november 1743 i Köpenhamn, död 17 mars 1781, var en dansk poet och psalmförfattare. Några av hans psalmer finns i danska Psalmebog for Kirke og Hjem.

## Biografi
Johannes Ewald var dotterson till Marie Wulf; hans far Enevold Ewald var präst vid barnhemmet i Köpenhamn och sände honom strax före sin död 1754 att gå i skola hos rektor Licht i Slesvig, och Ewald fick bo i dennes hem till 1758, då han började på Köpenhamns universitet. Under skoltiden läste han mycket på egen hand, bland annat isländska sagor, Tom Jones och Robinson Crusoe. Crusoe stimulerade hans reslust så att han gjorde ett rymningsförsök. Ewald saknade under denna tid fullkomligt en äldres ledning och uppfostran.
Någon tid efter att han blivit student blev han så djupt förälskad i Arendse Hulegaard att han bestämde sig för att förtjäna hennes hand genom att bli "dygdig" och "stor". Ewalds mor gifte om sig med Arendses farbror, vilket gav Ewald tillfälle att ofta träffa Arendse. För att snarast möjligt kunna sätta bo med sin älskade, om vars genkärlek han hade grundade förhoppningar, beslöt Ewald att hemligen lämna Danmark och i främmande krigstjänst vinna utmärkelse och rang. Denna gång (1759) blev flykten allvar: han tog värvning i den preussiska armén. Till följd av sin spenslighet blev han inte husar, såsom han önskat, utan infanterist. Missnöjd rymde han till österrikarna, blev trumslagare och kort därefter underofficer, tills hans anhöriga lyckades få reda på hans vistelseort och försökte friköpa honom. Då detta vägrades rymde han från österrikarna. Vid sin hemkomst (1760) ägnade han sig med en sådan iver åt studier, att han redan 1762 kunde ta teologisk ämbetsexamen med de högsta betygen.
Sin älskade miste han dock snart, för hon gifte sig med en affärsman. Själv påstod Ewald alltid att förlusten av henne var källan till alla hans senare olyckor och till den melankoli, som blev hans grundstämning.

## Författarskap
Ewald började nu sin författarverksamhet med en allegorisk berättelse, Lykkens tempel, som "Selskabet til de skjönne videnskabers forfremmelse" upptog bland sina skrifter (1764). Hans nästa försök var det bibliska dramat Adamiaden (1765), som föranleddes av en uppgift i en pristävling, men underkändes som bristfälligt, om än levande. Han tog då tillbaka sitt arbete med förklaringen att om han inte kunde bli Danmarks bäste skald, ville han inte vara den näst bäste, och på samma gång beslöt han att under två år inte skriva vers, utan genom läsning utbilda sin ande. Det var de franska klassikerna (i synnerhet Pierre Corneille), Friedrich Gottlieb Klopstock (som han kände personligen), Roms skalder samt tyska översättningar av Shakespeare och Ossian, som han framför allt studerade. Under denna tid skrev han endast en kantat vid Fredrik V:s död (1766). Denna dikt gjorde honom med ens känd över hela landet. Slutligen satte han igång att omarbeta Adamiaden, Adam og Eva (1769), som är hans omfångsrikaste religiösa dikt.
Genom Klopstock hade hans uppmärksamhet riktats mot arvet från den nordiska forntiden, som man dock hade mycket lite kunskap om. Ewald studerade Saxo Grammaticus och hämtade från honom ämnet till Rolf Krage (1769), den första danska historiska tragedin, skriven på prosa efter Klopstocks mönster. Vid denna tid angreps Ewald svårt av gikt. Sjukdomen förvärrades snabbt och han var under flera år bunden vid sängen. Ewald arbetade nu till stor del för teatern, skrev satiren De brutale klappere (1771), med anspelningar på tidsförhållanden, lustspelet Harlequin patriot (1772), som hade en politisk syftning, men aldrig uppfördes, och Pebersvendene (1773), en komedi i Ludvig Holbergs stil.
Egentligen var det endast ett fåtal, som uppskattat hans diktning, men så småningom tillväxte antalet av hans beundrare; särskilt Det danske literaturselskab, som stiftats 1775, gav Ewald stöd och uppmuntran. 1777 flyttades Ewald tillbaka till huvudstaden och kom i god vård. Där upplevde han att Balders död med framgång uppfördes på kungliga teatern (1778), och där skrev han den dramatiska idyllen Fiskerne, liksom Balders död med åtskilliga sånger, bland annat Liden Gunver, som är det första lyckade försöket att åter anslå folkvisans ton, samt den välkända Kong Christian stod ved højen Mast, som snart blev folksång. Med musik av Hartmann den äldre uppfördes Fiskerne 1779 med stort bifall. När Ewald 1780 beslutade att ge ut sina samlade skrifter, tecknade sig en stor mängd abonnenter. Hans ställning förbättrades nu, men hans kraft var uttömd. Han fullbordade en avhandling om allmogens upplysning samt påbörjade ett Hamlet-drama. Företalet till hans skrifter, ett mästerstycke av dansk prosa, var hans sista större arbete. 
Av sin mor inackorderades Ewald därpå i Rungsted, halvvägs mellan Köpenhamn och Helsingör, vid Sundet (våren 1773 till hösten 1775), där han fick god vård och fullbordade flera fina lyriska dikter, bland annat Rungsteds lyksaligheder (1773) och det heroiska sångspelet Balders död (1775), som införde blankversen i Danmarks dramatik. Trots att Ewald endast här och där lyckades träffa den nordiska tonen, som oftast förtogs av ett deklamatoriskt uttryckssätt, har detta drama betydelse som utgångspunkt för 1800-talets renässans, särskilt Adam Oehlenschläger, och flera av de där inlagda sångstyckena är mycket vackra. Ewalds ofullbordade självbiografi, Johannes Ewalds levnet og meninger, har dåtidens bästa danska prosastil och är också den enda av hans böcker som översatts till svenska: Liv och meningar (översättning Hjalmar Lundgren, Wahlström & Widstrand, 1948).
1775 flyttades han till Söbäkshus, vid Helsingör, där han under ständigt växande sjuklighet tillbringade de två sorgligaste åren av sin levnad.

## Psalmer
Johannes Ewald dog 17 mars 1781, av alkoholism och gikt. Några få nätter tidigare hade han skrivit Udrust dig, helt fra Golgatha!, som är upptagen i den danska Psalmebog for Kirke og Hjem som nummer 646 och till en egen melodi. Texten lyder:
Udrust dig, Helt fra Golgatha,
Løft højt dit røde Skjold,
Thi Synd og Død, du ser det, ja,
Angribe mig med Vold!
Løft højt dit Glavind i din Harm
Mod dem, som trodse dig,
Nedstyrt dem med en vældig Arm
Fra Lyset og fra mig!
Da skal jeg, sikker ved din Haand,
Ej frygte Døden mer,
Og glad ser da min frelste Aand
Paa sit nedbrudte Ler.
1879 restes en gemensam minnesvård åt Johannes Ewald och Johan Herman Wessel.
Sitt förnämsta uttryck fick Ewalds rika anlag i lyriken (Ode til själen, Ode til min Moltke med flera), där han både i stil och stämning lyfter den världsliga konstdiktningen till en för den tiden enastående storhet. 
På svensk poesi utövade han inflytande vid 1700-talets slut (Kellgren, Lidner).